# Ernst Strouhal

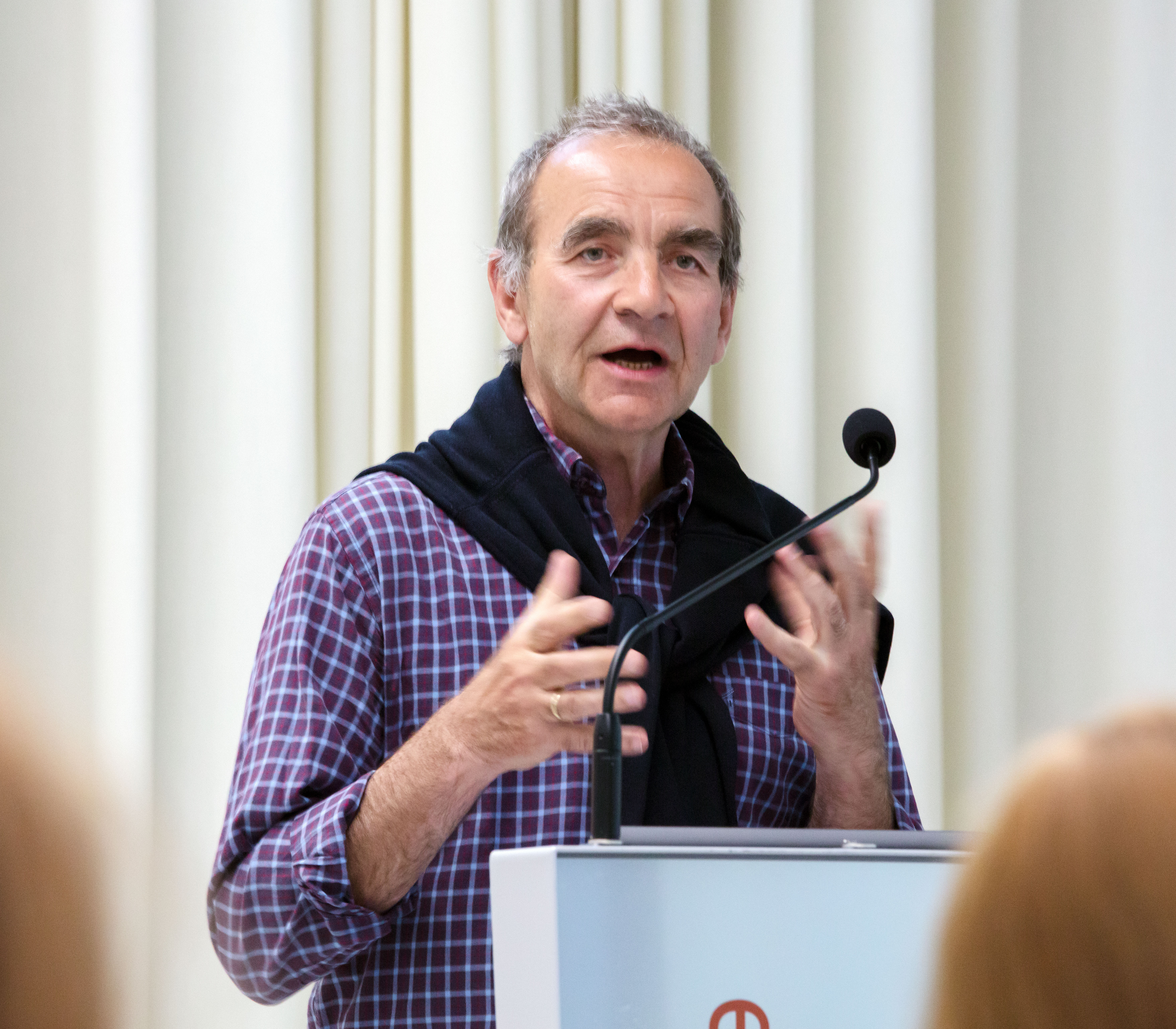
Ernst Strouhal, Universität für angewandte Kunst Wien, Mai 2022

Ernst Strouhal (* 1957 in Wien) ist ein österreichischer Autor, Publizist und Kulturwissenschaftler.

## Leben
Ernst Strouhal (geboren als Ernst Huk) stammt aus einer österreichischen Journalistenfamilie, er ist ein Enkel von Ernst Benedikt. Seine Mutter Ilse Benedikt, später Ilse Huk (* 14. August 1918 in Wien, † 6. Juni 1969 in Wien), war nach ihrer Rückkehr aus dem Exil 1945 eine engagierte Ärztin in Wien. Sein Vater Emil Huk (* 12. Januar 1911, † 8. März 1989) war ein Journalist. Strouhal ist Universitätsprofessor an der Universität für angewandte Kunst Wien und Lehrbeauftragter an der Technischen Universität Wien. Zusammen mit Jakob Scheid und Brigitte Felderer erarbeitete er unter anderem 2004 an der Universität für angewandte Kunst in Wien einen Nachbau von Kempelens Sprechmaschine.
Gemeinsam mit Michael Ehn betreut er seit 1990 die wöchentliche Schachkolumne der Tageszeitung Der Standard. Konzeption und Mitarbeit bei Ausstellungen, Schwerpunkt Kulturgeschichte des Spiels.
In seinem Buch Vier Schwestern, Fernes Wien, fremde Welt (Zsolnay, Wien 2022) erzählt er eine Wiener Familiengeschichte des 20. Jahrhunderts. Der jüdischen Familie gelang die Flucht. Verstreut in alle Himmelsrichtungen, blieben sie einander über Emigration, Krieg, Nachkrieg hinweg verbunden. Ernst Strouhal erzählt von einem Stück unwiederbringlicher Kultur und gibt damit seinen Großeltern, seiner Mutter und seinen drei Tanten, darunter Friedl Benedikt, eine Stimme.

## Auszeichnungen
- 2010: Österreichischer Staatspreis für Kulturpublizistik, Laudator Christoph Winder (Der Standard): Einer der elegantesten und klügsten Essayschreiber des Landes.[3]
- 2022: Staatspreis Schönste Bücher Österreichs für sein Buch S/Madness. Von Schönheit und Schrecken des Schachspiels[4]
- 2024: Goldenes Ehrenzeichen für Verdienste um das Land Wien für seine langjährige Arbeit als Essayist, Publizist und Autor[5]
- 2025: Preis der Stadt Wien für Publizistik[6]

## Werke
- Friedl Benedikt: Warte im Schnee vor Deiner Tür. Tagebücher. Herausgegeben von Fanny Esterházy und Ernst Strouhal. Wien: Paul Zsolnay Verlag, 2024, ISBN 978-3-552-07529-0
- Über kurz oder lang. Essays und Reportagen, Zsolnay, Wien 2024, ISBN 978-3-7076-0847-2.
- Vier Schwestern. Fernes Wien, fremde Welt, Zsolnay, Wien 2022, ISBN 978-3-552-07312-8.
- Gespräch mit einem Esel, Ein Verwandlungsbuch, Brandstätter Verlag, Wien 2019, ISBN 978-3-7106-0266-5.
- Böse Briefe. Eine Geschichte des Drohens und Erpressens. Brandstätter Verlag, Wien 2017 (mit Christoph Winder), ISBN 978-3-7106-0152-1.
- Agon und Ares. Der Krieg und die Spiele (Hrsg.). Campus Verlag, Frankfurt am Main 2016, ISBN 978-3-593-50563-3.
- Die Welt im Spiel. Atlas der spielbaren Landkarten. Brandstätter Verlag, Wien 2015 (3. Aufl.: 2017), ISBN 978-3-85033-929-2.
- Zoo der imaginären Tiere. Vom Projekt einer ästhetischen Menagerie. Brandstätter Verlag, Wien 2014 ISBN 978-3-85033-677-2.
- M. Duchamp / V. Halberstadt. Spiel im Spiel. A Game in a Game. Jeu dans le Jeu. Verlag für moderne Kunst. Kunsthalle Marcel Duchamp, Nürnberg 2012 (dtsch., engl., franz.), ISBN 978-3-86984-327-8.
- Umweg nach Buckow. Bildunterschriften. Springer, Wien 2009, ISBN 978-3-211-75731-4.
- Acht x acht. Zur Kunst des Schachspiels. Springer, Wien u. a. 1996, ISBN 3-211-82775-7.
- Duchamps Spiel. Sonderzahl, Wien 1994, ISBN 3-85449-066-6.
- Technische Utopien. Zu den Baukosten von Luftschlössern. Sonderzahl, Wien 1992, ISBN 3-85449-035-6.

- mit Claudia Geringer: Die Phantome des Ingenieur Berdach. Medienkritik und Satire. Edition Konturen, Wien 2023, ISBN 9783902968883.
- mit Michael Ehn: S/Madness. Von Schönheit und Schrecken des Schachspiels. Album, Wien 2022, ISBN 978-3-85164-212-4.
- mit Liddy Scheffknecht (Hrsg.): Wenn der Wind weht. Luft, Wind und Atem in der zeitgenössischen Kunst. De Gruyter, Berlin 2022, ISBN 978-3-11-078520-3.
- mit Manfred Zollinger, Brigitte Felderer (Hrsg.): Spiele der Stadt. Glück, Gewinn und Zeitvertreib. Springer, Wien u. New York. 2012, ISBN 978-3-7091-1229-8.
- mit Ulrich Schädler (Hrsg.): Spiel und Bürgerlichkeit. Springer, Wien 2011, ISBN 978-3-7091-0193-3.
- mit Michael Ehn: en passant. Springer, Wien/New York 2010, ISBN 978-3-7091-0345-6.
- mit Mathias Fuchs (Hrsg.): Das Spiel und seine Grenzen. Springer, Wien u. a. 2010, ISBN 978-3-7091-0084-4.
- mit Mathias Fuchs (Hrsg.): Games. Kunst und Politik der Spiele. Sonderzahl, Wien 2008, ISBN 9783854493013.
- mit Brigitte Felderer (Hrsg.): Rare Künste. Zur Kultur- und Mediengeschichte der Zauberkunst. Springer, Wien u. a. 2006, ISBN 3-211-33385-1.
- mit Brigitte Felderer: Kempelen – zwei Maschinen. Texte, Bilder und Modelle zur Sprechmaschine und zum schachspielenden Androiden Wolfgang von Kempelens. Sonderzahl, Wien 2004, ISBN 3-85449-209-X.
- mit Hans Petschar, Heimo Zobernig: Der Zettelkatalog. Ein historisches System geistiger Ordnung. Springer, Wien u. a. 1999, ISBN 3-211-83273-4.
- mit Michael Ehn: Luftmenschen. Die Schachspieler von Wien. Materialien und Topographien zu einer städtischen Randfigur 1700–1938. Sonderzahl, Wien 1998, ISBN 3-85449-141-7.